# Pour que tu m'aimes encore
"Pour que tu m'aimes encore" (nghĩa là: "Để anh yêu em lại") (đôi khi được viết gọn thành "Tu m'aimes more") là đĩa đơn hit đầu tiên từ album D'eux của Celine Dion. Đĩa đơn được phát hành vào ngày 13 tháng 3 năm 1995 tại các quốc gia nói tiếng Pháp và vào tháng 9 năm 1995 tại các quốc gia khác ở châu Âu. Tại Canada ca khúc chỉ được phát hành trên hệ thống các đài phát thanh. Đĩa đơn cũng được phát hành tại Nhật Bản vào tháng 10 năm 1996. Theo Dion tự đánh giá, đây là ca khúc thành công nhất trong sự nghiệp âm nhạc tại thị trường Pháp của cô. Dion cũng ghi âm một phiên bản tiếng Anh của ca khúc với tựa đề "If That's What it Takes" trong album phát hành năm 1996, Falling into You.

## Thông tin bài hát
"Pour que tu m'aimes encore" được viết và sản xuất bởi Jean-Jacques Goldman và trở thành một trong số những bài hát thương hiệu của Dion. Phần lời bài hát thể hiện góc nhìn từ một người phụ nữ đang cầu xin người tình cũ rằng cô sẽ làm tất cả để anh trở lại yêu cô. Video âm nhạc cho bài hát được đạo diễn bởi Michel Meyer (1995) và xuất hiện trong DVD On ne change pas phát hành năm 2005 của Dion.

## Diễn biến thương mại và giải thưởng
"Pour que tu m'aimes encore" trở thành một hit lớn tại Pháp, nơi ca khúc giành vị trí quán quân bảng xếp hạng đĩa đơn trong 12 tuần, bán ra một triệu bản (tương đương chứng nhận Bạch kim), và trở thành đĩa đơn bán chạy nhất năm 1995. Ca khúc hiện đứng ở vị trí 107 trong danh sách đĩa đơn bán chạy nhất mọi thời đại tại quốc gia này. Đĩa đơn cũng giữ vững vị trí quán quân trên bảng xếp hạng Wallonia của Bỉ trong 15 tuần và trên bảng xếp hạng Quebec trong 4 tuần. "Pour que tu m'aimes encore" cũng đạt được vị trí trong top 10 tại Vương quốc Anh và Ai-len, đạt được thành tích đặc biệt với một ca khúc tiếng Pháp. Theo Virgin17, đĩa đơn đã bán được 4.000.000 bản trên toàn cầu. Tại Đức, Áo và Thụy Sĩ, "Pour que tu m'aimes encore" trở lại trên các bảng xếp hạng vào những năm 2011, 2012 và 2013, sau khi ca khúc được Juliette Schoppmann trình diễn trong chương trình tiếng Đức Das Supertalent.
Bài hát nhận được một giải Félix ở hạng mục Ca khúc của năm, cũng như một giải thưởng từ Trophée Radio France Internationale cho "Conseil Francophone de la Chanson". Bài hát cũng thắng một giải Victoires de la Musique ở hạng mục "Ca khúc xuất sắc nhất năm".

## Các phiên bản khác và các bản hát lại
Bài hát sau đó được đưa vào 4 album trực tiếp của Dion, Live à Paris, Au cœur du stade, Taking Chances World Tour: The Concert (phiên bản tiếng Pháp), và Céline une seule fois / Live 2013. Bài hát cũng xuất hiện trong 3 album tuyển tập bao gồm, The Collector's Series, Volume One, On ne change pas, và My Love: Ultimate Essential Collection.
Dion biểu diễn bài hát liên tục 5 đêm mỗi tuần trong chương trình cố định A New Day... tại Caesars Palace, Las Vegas, cũng như trong chuyến lưu diễn Taking Chances World Tour vào năm 2008-09. Cô cũng trình diễn bài hát trong Céline sur les Plaines, một buổi hòa nhạc mừng sinh nhật thứ 400 của thành phố Quebec. Năm 2005, Dion thu âm một phiên bản trực tiếp của bài hát với 500 thành viên đội hát nhà thờ cho album 500 Choristes avec.... Dion cũng biểu diễn ca khúc trong các chuyến lưu diễn Summer Tour 2016, chuyến lưu diễn châu Âu 2017, và chuyến lưu diễn năm 2018.
"Pour que tu m'aimes encore" được Elsa Lunghini, Liane Foly và Hélène Segara thể hiện lại trong album quán quân Les Enfoirés en 2000 phát hành năm 2000. Ca sĩ người Nigeria Funke Olayode thu âm một phiên bản tiếng Yoruba và đổi tựa đề thành "To ba J’oun To Gba" vào năm 2001. Nữ ca sĩ người Bỉ Lara Fabian đã thể hiện lại ca khúc trong DVD En Toute Intimité phát hành năm 2003. Ca khúc cũng được nhóm nhạc pop opera Il Divo hát lại vào tháng 11 năm 2005, trong album thứ hai của nhóm Ancora. Tháng 11 năm 2006, nhà sản xuất âm nhạc Antonis Karalis phát hành đĩa đơb đầu tay "To Be Continued" trên toàn cầu, với phiên bản tiếng Hy Lạp của "Pour que tu m'aimes encore", có tựa đề "S'Agapo Sa Trelos". Giai điệu có bổ sung thêm phần sắp xếp nhạc rock kết hợp giữa baglamas và ghi-ta điện. Vào tháng 5 năm 2007, Elena Paparizou phát hành đĩa đơn mới "Fos" với một phiên bản tiếng Hy Lạp khác của bài hát với tên gọi "An Esy M'agapas". Les Sœurs Boulay phát hành một phiên bản hát lại theo phong cách acoustic vào năm 2016.

## Định dạng và danh sách bài hát
| Đĩa đơn CD tại Pháp / 45 tours et maxi 45 tours 1. "Pour que tu m'aimes encore" – 4:14 2. "Pour que tu m'aimes encore" (instrumental) – 4:14 Đĩa đơn CD tại Nhật 1. "Pour que tu m'aimes encore" – 4:14 2. "Prière païenne" – 4:12 Đĩa đơn maxi CD tại châu Âu 1. "Pour que tu m'aimes encore" – 4:14 2. "Pour que tu m'aimes encore" (instrumental) – 4:14 3. "Calling You" (trực tiếp) – 4:04 Đĩa đơn maxi CD tại Pháp 1. "Pour que tu m'aimes encore" – 4:14 2. "Pour que tu m'aimes encore" (instrumental) – 4:14 3. "Prière païenne" 4:12 | Đĩa đơn maxi CD tại Vương quốc Anh 1. "Pour que tu m'aimes encore" – 4:14 2. "Send Me a Lover" – 4:31 3. "Show Some Emotion" – 4:29 4. "The Last to Know" – 4:35 Đĩa đơn maxi CD thứ 2 tại Vương quốc Anh 1. "Pour que tu m'aimes encore" – 4:14 2. "Prière païenne" – 4:12 3. "Un garçon pas comme les autres (Ziggy)" – 2:58 4. "Des mots qui sonnent" – 3:56 |

## Các phiên bản chính thức
1. "Pour que tu m'aimes encore" (với 500 thành viên đội hát nhà thờ) – 4:14
2. "Pour que tu m'aimes encore" (độc tấu) – 4:14
3. "Pour que tu m'aimes encore" (phiên bản album) – 4:14
4. "If That's What it Takes" (phiên bản tiếng Anh) – 4:12
5. "Pour que tu m'aimes encore" (phiên bản demo) – 3:58
6. "Pour que tu m'aimes encore" (biểu diễn trực tiếp năm 1995 từ Live à Paris) – 5:10
7. "Pour que tu m'aimes encore" (phiên bản trực tiếp năm 1999 từ Au cœur du stade) – 5:20
8. "Pour que tu m'aimes encore" (phiên bản trực tiếp năm 2008 từ Tournée mondiale Taking Chances: Le spectacle) – 5:29
9. "Pour que tu m'aimes encore" (phiên bản trực tiếp năm 2008 từ Celine: Through the Eyes of the World phiên bản QVC) – 5:03
10. "Pour que tu m'aimes encore" (phiên bản trực tiếp năm 2013 từ Céline une seule fois / Live 2013) – 5:08

## Xếp hạng
| Bảng xếp hạng (1995–2013)                       | Vị trí cao nhất |
| ----------------------------------------------- | --------------- |
| Áo (Ö3 Austria Top 40)                          | 30              |
| Bỉ (Ultratop 50 Flanders)                       | 2               |
| Bỉ (Ultratop 50 Wallonia)                       | 1               |
| Châu Âu (European Hot 100 Singles)              | 4               |
| Iceland (Íslenski Listinn Topp 40)              | 2               |
| Pháp (SNEP)                                     | 1               |
| Trường songid là BẮT BUỘC CHO BẢNG XẾP HẠNG ĐỨC | 39              |
| Ireland (IRMA)                                  | 6               |
| Hà Lan (Dutch Top 40)                           | 3               |
| Hà Lan (Single Top 100)                         | 4               |
| Quebec (ADISQ)                                  | 1               |
| Scotland (OCC)                                  | 7               |
| Thụy Điển (Sverigetopplistan)                   | 3               |
| Thụy Sĩ (Schweizer Hitparade)                   | 17              |
| Anh Quốc (OCC)                                  | 7               |

| Bảng xếp hạng (1990–99) | Vị trí |
| ----------------------- | ------ |
| Pháp (SNEP)             | 4      |

| Bảng xếp hạng             | Vị trí |
| ------------------------- | ------ |
| Bỉ (Ultratop 50 Flanders) | 477    |
| Pháp (SNEP)               | 33     |

| Bảng xếp hạng (1995)                     | Vị trí |
| ---------------------------------------- | ------ |
| Bỉ (Ultratop 50 Flanders)                | 8      |
| Bỉ (Ultratop 50 Wallonia)                | 1      |
| Bỉ Francophone (Ultratop 50 Wallonia)    | 1      |
| Pháp (SNEP - Doanh số)                   | 1      |
| Pháp (SNEP - Airplay)                    | 1      |
| Hà Lan (Dutch Top 40)                    | 6      |
| Hà Lan (Single Top 100)                  | 18     |
| Anh UK Singles (Official Charts Company) | 89     |
| Bảng xếp hạng (1996)                     | Vị trí |
| Hà Lan (Dutch Top 40)                    | 203    |
| Thụy Điển (Sverigetopplistan)            | 35     |
| Bảng xếp hạng (2012)                     | Vị trí |
| Bỉ Back Catalogue (Ultratop 50 Wallonia) | 47     |
| Bảng xếp hạng (2013)                     | Vị trí |
| Bỉ Back Catalogue (Ultratop 50 Wallonia) | 45     |
| Bảng xếp hạng (2014)                     | Vị trí |
| Bỉ Back Catalogue (Ultratop 50 Wallonia) | 77     |
| Bảng xếp hạng (2015)                     | Vị trí |
| Bỉ Back Catalogue (Ultratop 50 Wallonia) | 83     |
| Bảng xếp hạng (2016)                     | Vị trí |
| Bỉ Back Catalogue (Ultratop 50 Wallonia) | 70     |
| Bảng xếp hạng (2017)                     | Vị trí |
| Bỉ Back Catalogue (Ultratop 50 Wallonia) | 43     |

## Chứng nhận và doanh số
| Quốc gia    | Chứng nhận | Số đơn vị/doanh số chứng nhận |
| ----------- | ---------- | ----------------------------- |
| Pháp (SNEP) | Bạch kim   | 1.000.000                     |

## Lịch sử phát hành
| Quốc gia       | Ngày phát hành      | Định dạng   |
| -------------- | ------------------- | ----------- |
| Pháp           | 13 tháng 3 năm 1995 | CD 12" 7"   |
| Vương quốc Anh | 28 tháng 8 năm 1995 | CD cassette |